# كواليانو
كواليانو، (بالإنجليزية: Qualiano)‏، (نابولي:Qualiàne)، هي بلدة صغيرة و(بلدية) في مدينة نابولي، في إقليم كامبانيا الإيطالي، وتقع على بعد حوالي 13 كم (8.1 ميل) شمال غرب نابولي.

## السكان
في سنة 1861 بلغ عدد السكان 1٬948 نسمة، وتطور العدد ليصل في سنة 2011 لـ 24٬744 نسمة.
يظهر هذا المخطط البياني تطور النمو السكاني لـ كواليانو